# (17122) 1999 JH63
A (17122) 1999 JH63 a Naprendszer kisbolygóövében található aszteroida. A LINEAR projekt keretében fedezték fel 1999. május 10-én.